# Food Lion
Food Lion LLC ist ein US-amerikanisches Unternehmen, das heute (Stand: Oktober 2023) unter dem Namen Food Lion mehr als 1.100 Supermärkte in zehn Bundesstaaten im Osten und Südosten der USA betreibt und rund 82.000 Mitarbeiter beschäftigt. Das in Salisbury, North Carolina ansässige Unternehmen ist die größte Tochtergesellschaft der Ahold Delhaize Group.

## Geschichte

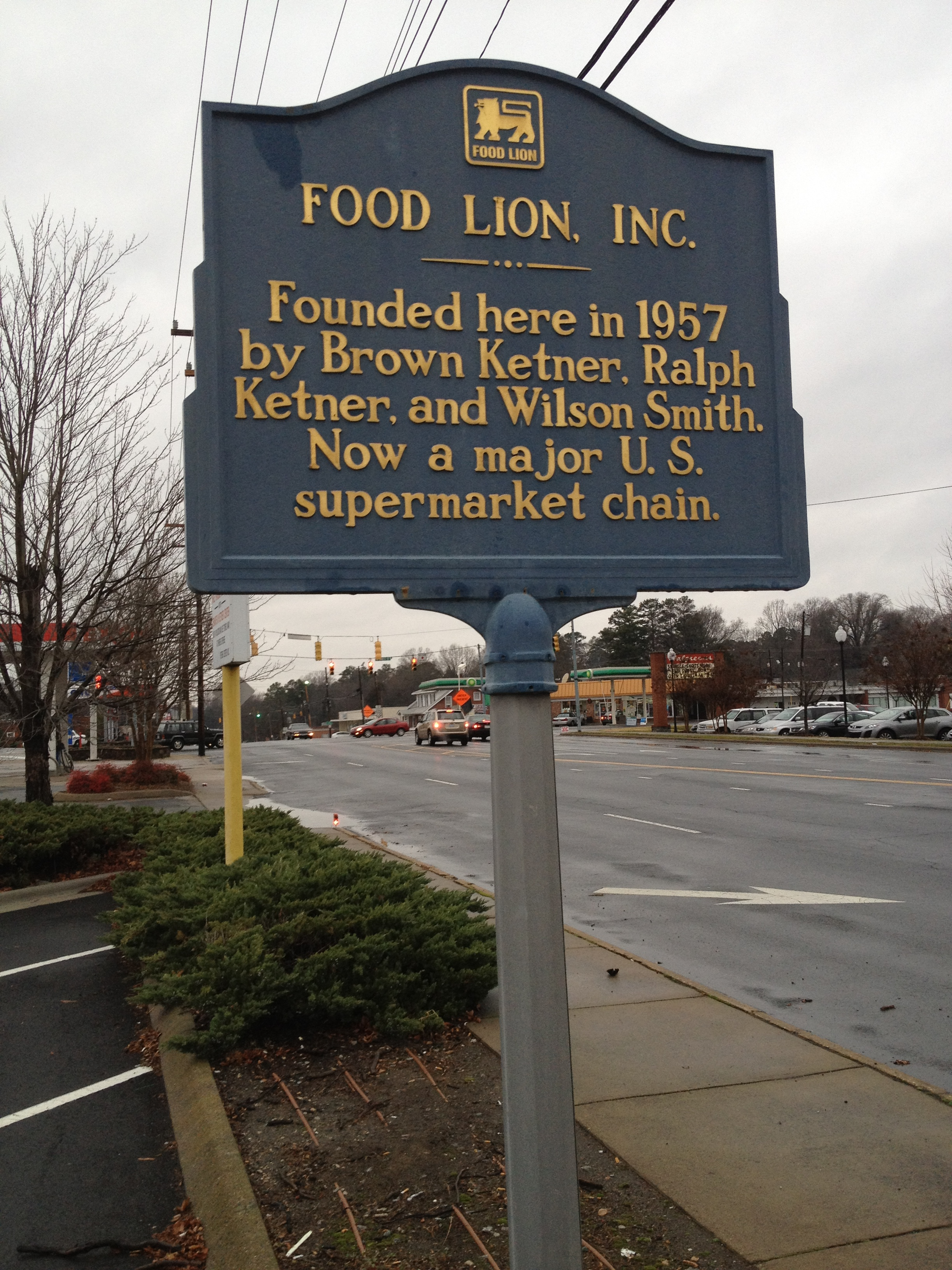
Gedenktafel zur Unternehmensgründung am Standort des ersten Food Lion-Marktes, im Dezember 2012.

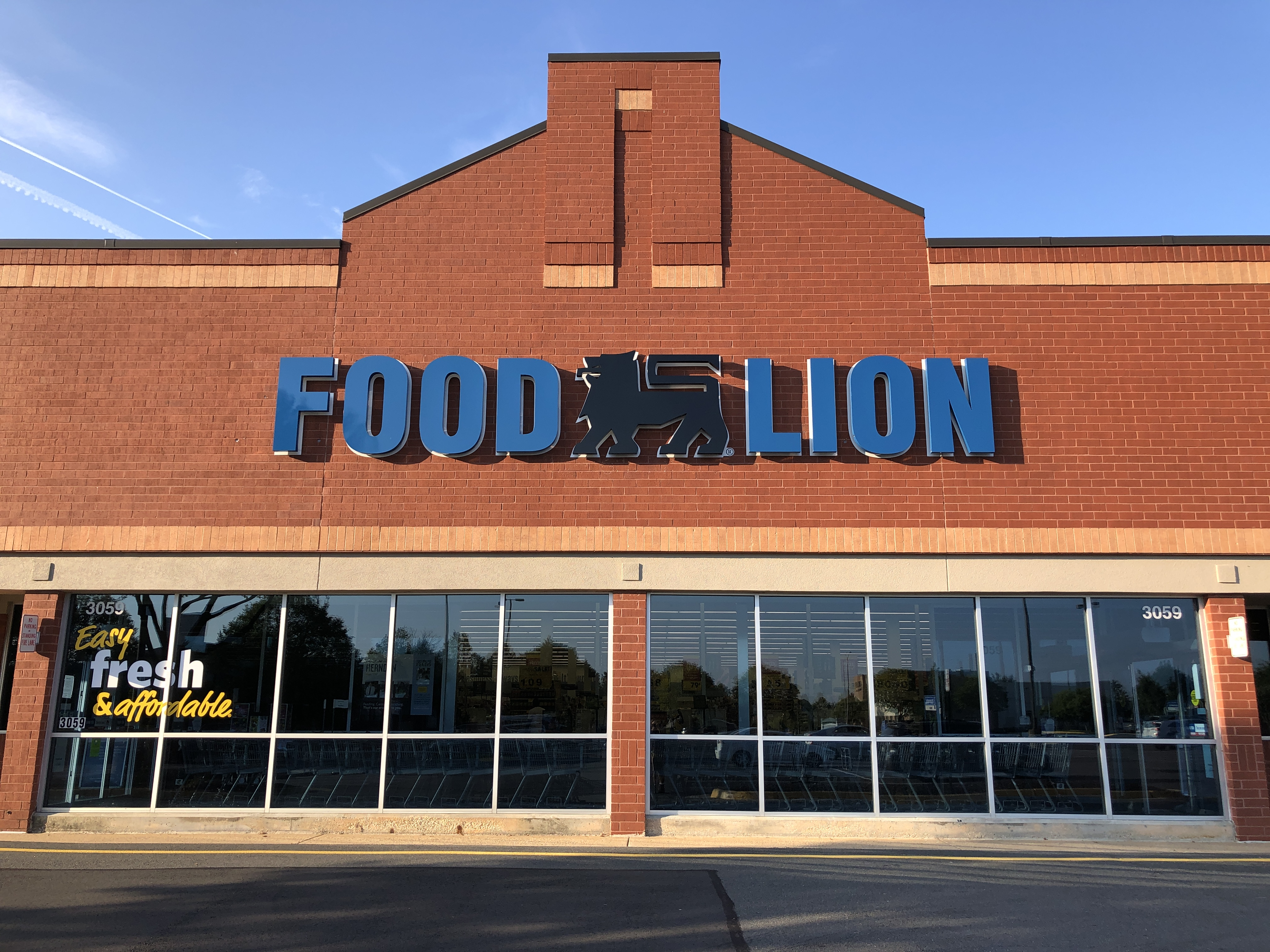
Ein Food Lion-Markt in Oak Hill im Bundesstaat Virginia, 2021

### Gründung und Anfangsjahre (1957–1969)
Der Gründung des Unternehmens vorausgegangen waren Investmentanfragen der drei Gründer, Brown Ketner, Ralph Ketner und Wilson Smith, an die Lokalbevölkerung. Gemeinsam riefen sie drei Tage lang alle im Telefonbuch aufgeführten Einwohner von Salisbury an und fragten, ob diese Anteile am Unternehmen für 10 US-Dollar kaufen würden. Am Ende hatten sie durch die Spenden von 250 Einwohnern, die sich auf Einzelsummen zwischen 50 und 1.000 US-Dollar beliefen, gemeinsam mit 122 weiteren Investoren, die 67.500 US-Dollar bereitstellten, ein Kapital von 125.000 US-Dollar erreicht. Das Unternehmen eröffnete am 12. Dezember 1957 im Ketner Center (erbaut durch Glenn Ketner, Bruder von Brown und Ralph Ketner) in Salisbury, im Bundesstaat North Carolina als Food Town seinen ersten Markt. Es war zur Eröffnung laut eigenen Angaben, mit einer Verkaufsfläche von mehr als 15.000 m² einer der größten Märkte der Region. Ralph Ketner war Geschäftsführer, während sich sein Bruder Brown um die Vermarktung der Fleischwaren kümmerte. Smiths Zuständigkeit fiel auf den Bereich Werbung. Brown Ketner verließ 1964 das Unternehmen. Bis 1967 wurden insgesamt 16 Filialen eröffnet, aber auch neun wieder geschlossen. Nach den ersten zehn Jahren standen sieben Standorte und ein jährlicher Umsatz von 35.000 US-Dollar zu Buche. Insgesamt wurde in dieser Zeit Verkäufe in Höhe von 5,9 Millionen US-Dollar umgesetzt.

### Wirtschaftlicher Aufstieg (1970–1990)
Anteil des Unternehmens wurden am 19. November 1970 erstmals im Over-the-Counter-System der NASDAQ gelistet. Am 23. Oktober 1974 kaufte die Delhaize Group 34,5 Prozent der Anteile zu 26 US-Dollar pro Aktie. 1977 bestand das Filialnetz aus 55 Standorten, man war nun auch in South Carolina vertreten. Seit demselben Jahr ziert der Delhaize-Löwe das Logo. Als neuer Geschäftsführer löste 1981 Tom E. Smith den bisherigen Geschäftsführer Ralph Ketner ab. Das Forbes-Magazin attestierte Food Lion 1982 die am schnellsten wachsende Lebensmittelkette des Landes zu sein. Supermarktbetreiber in Tennessee und Virginia, in denen das Unternehmen nun expandierte, beklagten die Namensgleichheit mit ihren Märkten. So entschied das Unternehmen 1982 ihre Märkte in Food Lion (in Anlehnung an den bereits im Logo befindlichen Löwen) umzutaufen. Bis März 1983 waren alle Standorte umgeflaggt und der Name auf den damals 98 angebotenen Artikeln der zuvor ebenfalls Food Town genannten Handelsmarke angepasst. Das Geschäftsjahr 1983 konnte erstmals mit einem Umsatz von mehr als einer Milliarde US-Dollar abgeschlossen werden. Ralph Ketner ging 1985 in den Ruhestand. Das Unternehmen Giant Food Markets Inc. aus Kingsport, Tennessee wurde im selben Jahr erworben. Im Jahr 1987 expandierte man nach Florida, die Zahl der Märkte war auf 475 gewachsen. Das Vertriebsgebiet umfasste mit Delaware, Florida, Georgia, Maryland, North Carolina, South Carolina, Tennessee und Virginia nun acht Bundesstaaten. Wirtschaftlich ging es dem Unternehmen zu diesem Zeitpunkt sehr gut. Die Anzahl der Mitarbeiter konnte zwischen 1980 und 1991 verzehnfacht werden, der Umsatz stieg von 43,9 Millionen auf 6,4 Milliarden US-Dollar. In den 1980er-Jahren war Salisbury die Stadt der meistens Pro-Kopf-Millionäre im ganzen Land.

### Weitere Entwicklung (1991–)
Mit Eröffnungen in Louisiana, Oklahoma und Texas konnten zwischen 1991 und 1993 drei weitere Bundesstaaten erschlossen werden. Bis Herbst 1991 hatten man in Texas bereits 41 Märkten eröffnen können. Durch Negativschlagzeilen im November 1992 und den verschärften Wettbewerbsbedingung durch Expansion anderer Mitbewerber wie Walmart, schloss man 1994 insgesamt 84 defizitär laufende Standorte in Florida, Louisiana, Oklahoma und Texas. Bereits im Folgejahr wurden wieder neue Standorte eröffnet. Die Anzahl der 1995 neu eröffneten Filialen betrug 47. In Florida konnten im Folgejahr fast 100 Märkte der Kette Kash n' Karry erworben werden. Im Jahr 1997 belief sich die Anzahl der Märkte auf 1.157, auch in Kentucky und West Virginia war man inzwischen vertreten. Tom E. Smith, inzwischen in der Rolle des CEO, verließ mit seinem Ruhestand im Jahr 1999 das Unternehmen. Auf ihn folgte im September 2001 Rick Anicetti. Anicetti war zuvor bei der Schwestergesellschaft Hannaford tätig. Ebenfalls 2001 wurde die Stiftung Food Lion Feeds gegründet. 2004 und 2005 wurden die Vertriebslinien Bloom und Bottom Dollar entwickelt. Der erste Bloom-Markt wurde 2004 in Charlotte, North Carolina eröffnete, in High Point und Mount Airy in North Carolina folgten 2005 die ersten beiden Bottom-Dollar-Filialen.
Bis 2007 sank die Zahl der Standorte leicht auf 1.134, man fokussierte sich weiterhin auf die elf bereits erschlossenen Bundesstaaten. Im selben Jahr feierte man sein 50-jähriges Bestehen und präsentierte eine modifizierte Version des Logos. Mitte Januar 2012 kündigte man die Schließung von 113 unrentablen und wenig rentablen Food Lion-Standorten innerhalb der nächsten 30 Tage an, darunter alle Standorte in Florida. Zeitgleich flaggte man 64 Bloom- und Bottom-Dollar-Filialen in Maryland, North Carolina und Virginia auf Food Lion um. 2014 wurde das Logo erneut modifiziert und besteht bis heute (Stand: Oktober 2023) in dieser Form fort. 2016 kam es zum Zusammenschluss der Delhaize Group und Ahold zu Ahold Delhaize. Im Zuge dessen mussten beide Unternehmen insgesamt 86 verkaufen, Delhaize verkaufte 61 Food Lion-Standorte. Im Juni 2020 verkündete man den Kauf von 62 Bi-Lo und Harveys-Supermärkten, die zuvor vom Unternehmen Southeastern Grocers betrieben wurden. Dem Kauf wurde im November 2020 von der Federal Trade Commission zugestimmt. Als erste umgeflaggte Standorte wurden am 27. Januar 2021 je ein Markt in Cayce, South Carolina und in Tifton, Georgia eröffnet.

## Food Lion Feeds
Die Stiftung Food Lion Feeds Charitable Foundation wurde 2001 gegründet. Sie bietet finanzielle Unterstützung für Programme und Organisation, die sich gegen Hunger in den USA einsetzen. Von 2014 bis Juli 2023 konnte mehr als eine Milliarde Mahlzeiten an Einzelpersonen und Familien gespendet werden. Ebenfalls bis Juli 2023 wurden mehr als 17,8 Millionen US-Dollar an Zuschüssen bewilligt und bereitgestellt.